# Falcidectes xyelus
Falcidectes xyelus är en insektsart som beskrevs av Rentz, D.C.F. och Gurney 1985. Falcidectes xyelus ingår i släktet Falcidectes och familjen vårtbitare. Inga underarter finns listade i Catalogue of Life.